# Adnan Abidi
Adnan Abidi est un photojournaliste indien né à New Delhi.   
Il a remporté à trois reprises le prix Pulitzer de la photographie.   

## Biographie
Adnan Abidi est né à New Delhi. Il a commencé sa carrière comme assistant de laboratoire photo en 1997. Il a commencé à travailler pour l’agence de presse internationale Reuters en tant que pigiste avant d’être titularisé.
Il a couvert de nombreux événements d’actualité au cours de sa carrière, notamment le détournement à Kandahar du vol IC814 d’Indian Airlines en 2004, le tremblement de terre et le tsunami de l’océan Indien en 2004, le séisme de 2005 au Cachemire, la crise politique aux Maldives de 2011 à 2012, le cyclone Phailin de 2013 dans l’Orissa, les séismes de 2015 au Népal, la fusillade de Dacca en 2016 et la pandémie de Covid-19 en Inde.
En 2017, Adnan Abidi a couvert l’exode des Rohingyas et avec son collègue Danish Siddiqui sont devenus les premiers Indiens à remporter un prix Pulitzer pour la photographie de reportage en 2018 avec l’équipe de journalistes de Reuters,.
Il remporte à nouveau le prix Pulitzer pour la photographie d’actualité en 2020, pour sa couverture des manifestations de 2019-2020 à Hong Kong.
Ses photos sont publiées par la presse internationale : The New York Times, International Herald Tribune, The Guardian, The Wall Street Journal, The Independent, The Globe and Mail, et Time Magazine, etc.
Adnan Abidi vit et travaille à New Delhi.

## Prix et distinctions
Liste non exhaustive
- 2018 : Prix Pulitzer de la photographie de reportage[3],[4]
- 2020 : Prix Pulitzer de la photographie d’actualité[5]
- 2022 : Prix Pulitzer de la photographie de reportage dans la catégorie « Feature Photography » avec Danish Siddiqui, Sanna Irshad Mattoo, Amit Dave de Reuters pour leur couverture de la crise du Covid en Inde[6]